# Enneapterygius nanus
Enneapterygius nanus es una especie de pez de la familia Tripterygiidae en el orden de los Perciformes.

## Morfología
• Los machos pueden llegar alcanzar los 3 cm de longitud total.

## Hábitat
Es un pez de mar  y de clima tropical y asociado a los  arrecifes de coral que vive entre 1-30 m de profundidad.

## Distribución geográfica
Se encuentra desde Taiwán y el noroeste de Australia hasta Nueva Caledonia.